# Il libro dei gatti tuttofare
Il libro dei gatti tuttofare (Old Possum's Book of Practical Cats) è una raccolta di stravaganti poesie composte da T. S. Eliot nel 1939 riguardanti il comportamento e la psicologia sociale felina, pubblicata dalla casa editrice inglese Faber and Faber.
Eliot scrisse queste poesie nel 1930, includendole nelle lettere per i suoi figliocci, assumendo lo pseudonimo di "Old Possum" (Vecchio Opossum). Furono poi pubblicate nel 1939, con la copertina illustrata da Eliot stesso, per poi essere ripubblicate nel 1940 con le illustrazioni di Nicolas Bentley. Sono state in seguito ripubblicate nel 1982 con le illustrazioni di Edward Gorey, e nel 2009 con le illustrazioni di Axel Scheffler. Roberto Sanesi si è occupato delle traduzioni per l'edizione in italiano.

## Adattamenti
Da questa raccolta si è poi sviluppato il musical Cats. Il 20 dicembre 2019 è stato distribuito l'adattamento cinematografico del musical diretto da Tom Hooper.